# Dc Talk
dc Talk war eine christliche Band aus den USA, die seit 1989 sehr erfolgreich Musik zwischen Rock, Pop und Hip-Hop produzierte. Die ethnisch gemischte Gruppe bestand aus Toby McKeehan, Michael Tait und Kevin Max. Sie engagierte sich primär für den Glauben an Jesus Christus und darüber hinaus gegen Rassismus und in verschiedenen künstlerischen Projekten. Für ihre Arbeit gegen den Rassismus, der in Amerika noch immer ein Problem darstellt, gründeten sie 1996 die sogenannte "ERACE"-Stiftung. Weiterhin haben sie sich durch zwei Buchveröffentlichungen zugunsten der Organisation The Voice of Martyrs engagiert, die verfolgten Christen weltweit zur Seite steht.

## Bandgeschichte
Eines der bekanntesten Lieder dieser Gruppe heißt Jesus Freak, welches musikalisch stark von Grunge-Einflüssen geprägt ist und seit 1995 zu einer Hymne der westlichen christlichen Jugendkultur wurde. Zuvor war das Trio eher bekannt für ihre Hip-Hop- bzw. Crossover-Sounds und später auch Pop und R&B. Erst dieser Stilschwenk hin zum Rock bot die Chance, sich dauerhaft im Musikgeschäft etablieren zu können. Der Richtungswechsel wurde von Publikum und Kritik gleichermaßen begeistert aufgenommen.
Die Band behielt aber den inzwischen zu hoher Bekanntheit gekommenen Namen bei, der – in Anspielung auf die oft explizite Lyrik amerikanischer Hip-Hop-Künstler – für decent christian talk (anständiges christliches Reden) stehen soll. Im Song Time Ta Jam vom selbstbetitelten Debütalbum findet sich die Zeilen, die dies erklären:

„You see D's for Decent,

and you will agree

Quite explicit yet rated G“

Seit 2001 haben die drei Bandmitglieder nacheinander – und teilweise höchst erfolgreich – ihre Solokarrieren gestartet: Während Toby McKeehan sich erneut dem Rap und Hip-Hop zuwandte, gründete Michael Tait seine eigene Rockband und Kevin Max verpflichtete sich stilistisch mehr dem Alternative-Rock sowie Singer/Songwriter. Ob es je wieder eine Zusammenarbeit des Trios als Band "dc Talk" geben wird, ist derzeit sehr ungewiss.

## Diskografie

### Studioalben
| Jahr | Titel        | Höchstplatzierung, Gesamtwochen, AuszeichnungChartplatzierungen (Jahr, Titel, Platzierungen, Wochen, Auszeichnungen, Anmerkungen) | Höchstplatzierung, Gesamtwochen, AuszeichnungChartplatzierungen (Jahr, Titel, Platzierungen, Wochen, Auszeichnungen, Anmerkungen) | Anmerkungen                                                    |
| Jahr | Titel        | US | Christ | Anmerkungen                                                    |
| ---- | ------------ | --- | --- | -------------------------------------------------------------- |
| 1989 | DC Talk      | — | Christ10 (27 Wo.)Christ | Erstveröffentlichung: 13. Juni 1989                            |
| 1990 | Nu Thang     | US— GoldUS | Christ5 (159 Wo.)Christ | Erstveröffentlichung: September 1990 Verkäufe: + 500.000       |
| 1992 | Free at Last | US— PlatinUS | Christ1 (197 Wo.)Christ | Erstveröffentlichung: 1. November 1992 Verkäufe: + 1.000.000   |
| 1995 | Jesus Freak  | US16 ×2Doppelplatin · (79 Wo.)US                                                                                                  | Christ1 (104 Wo.)Christ | Erstveröffentlichung: 21. November 1995 Verkäufe: + 2.050.000  |
| 1998 | Supernatural | US4 Platin · (38 Wo.)US | Christ1 (84 Wo.)Christ | Erstveröffentlichung: 22. September 1998 Verkäufe: + 1.000.000 |

### Weitere Alben
| Jahr | Titel                           | Höchstplatzierung, Gesamtwochen, AuszeichnungChartplatzierungen (Jahr, Titel, Platzierungen, Wochen, Auszeichnungen, Anmerkungen) | Höchstplatzierung, Gesamtwochen, AuszeichnungChartplatzierungen (Jahr, Titel, Platzierungen, Wochen, Auszeichnungen, Anmerkungen) | Anmerkungen                                                              |
| Jahr | Titel                           | US | Christ | Anmerkungen                                                              |
| ---- | ------------------------------- | --- | --- | ------------------------------------------------------------------------ |
| 1994 | Extended Play Remixes           | — | Christ35 (5 Wo.)Christ | Erstveröffentlichung: 1994 EP                                            |
| 1997 | Welcome to the Freak Show       | US109 Gold · (11 Wo.)US | Christ3 (54 Wo.)Christ | Erstveröffentlichung: 26. August 1997 Livealbum; Verkäufe: + 500.000     |
| 2000 | Intermission: the Greatest Hits | US81 Gold · (14 Wo.)US | Christ3 (43 Wo.)Christ | Erstveröffentlichung: 21. November 2000 Kompilation; Verkäufe: + 500.000 |
| 2001 | Solo                            | US142 (3 Wo.)US | Christ5 (18 Wo.)Christ | Erstveröffentlichung: 24. April 2001 EP                                  |

Weitere Alben
- 2003: 8 Great Hits
- 2006: The Early Years
- 2006: Top 5 Hits
- 2007: Double Take
- 2007: Greatest Hits
- 2008: Two For One
- 2009: The Ultimate Collection

### Singles
| Jahr | Titel Album                         | Höchstplatzierung, Gesamtwochen, AuszeichnungChartplatzierungen (Jahr, Titel, Album, Platzierungen, Wochen, Auszeichnungen, Anmerkungen) | Höchstplatzierung, Gesamtwochen, AuszeichnungChartplatzierungen (Jahr, Titel, Album, Platzierungen, Wochen, Auszeichnungen, Anmerkungen) | Anmerkungen                            |
| Jahr | Titel Album                         | DE | US | Anmerkungen                            |
| ---- | ----------------------------------- | --- | --- | -------------------------------------- |
| 1996 | Just Between You and Me Jesus Freak | DE91 (7 Wo.)DE | US29 (19 Wo.)US | Erstveröffentlichung: 29. Oktober 1996 |

### Gastbeiträge
| Jahr | Titel Album                        | Höchstplatzierung, Gesamtwochen, AuszeichnungChartsChartplatzierungen (Jahr, Titel, Album, Platzierungen, Wochen, Auszeichnungen, Anmerkungen) | Anmerkungen                                                |
| Jahr | Titel Album                        | Christ | Anmerkungen                                                |
| ---- | ---------------------------------- | --- | ---------------------------------------------------------- |
| 2015 | Love Feels Like This Is Not a Test | Christ44 (2 Wo.)Christ | Erstveröffentlichung: 7. August 2015 TobyMac feat. dc Talk |

### Videoalben
- 1991: Rap Rock & Soul
- 1994: Narrow Is The Road (US: Gold)
- 1997: Welcome To The Freak Show (US: Gold)
- 1998: The Video Singles
- 1998: The Video Collection
- 1999: The Supernatural Experience
- 2002: Free at Last: 10th Anniversary

## Auszeichnungen für Musikverkäufe
| Goldene Schallplatte - Kanada - 1997: für das Album Jesus Freak |

Anmerkung: Auszeichnungen in Ländern aus den Charttabellen bzw. Chartboxen sind in ebendiesen zu finden.
| Land/RegionAuszeichnungen für Musikverkäufe (Land/Region, Auszeichnungen, Verkäufe, Quellen) | Gold     | Platin     | Verkäufe  | Quellen         |
| -------------------------------------------------------------------------------------------- | -------- | ---------- | --------- | --------------- |
| Kanada (MC)                                                                                  | Gold1    | —          | 50.000    | musiccanada.com |
| Vereinigte Staaten (RIAA)                                                                    | 5× Gold5 | 4× Platin4 | 5.700.000 | riaa.com        |
| Insgesamt                                                                                    | 6× Gold6 | 4× Platin4 |           |                 |

## Bücher
- 2001: Jesus Freaks
- 2002: Jesus Freaks Andachten
- 2003: Jesus Freaks II

## Auszeichnungen
- Grammy Awards für das beste Rock Gospel Album:
  - Free at Last (1993)
  - Jesus Freak (1996)
  - Welcome To The Freak Show (1997)
  - Solo: Special Edition EP (2002)
- 16 Dove Awards zwischen 1991 und 2001